# Lijst van pleinen in Haarlem
Dit betreft een (incomplete) lijst van pleinen in Haarlem

## Haarlem-Centrum
- Boereplein
- Botermarkt
- Doelenplein
- Friese Varkensmarkt
- Gangolfpleintje
- Goudsmidspleintje
- Grote Markt
- Hooimarkt
- Hortusplein
- Kennemerplein
- Klokhuisplein
- Koperslagerspleintje - verdwenen, pleintje tussen Gravestenenbrug en Wildemansbrug [1]
- Krocht
- Luiteplein (opgeheven in 2019)[2]
- Nieuwe Groenmarkt
- Nieuwe Kerksplein
- Oude Groenmarkt
- Proveniersplein
- Philip Frankplein
- Piet van Heerdenplein
- Simon de Vrieshof
- Sophiaplein
- Stationsplein
- Turfmarkt
- Verwulft
- Wilsonsplein

## Haarlem-Noord
- Badmintonplein
- Blekenbergplein
- C.A. Zwanenburgplein
- Delftplein
- Elzenplein
- Frans Halsplein
- Flevoplein
- Havenplein
- Herman Heijermansplein
- Jephtaplein
- Joannes de Deoplein
- Juf Kroon Plein
- Kazerneplein
- Marnixplein
- Marsmanplein
- Mauveplein
- Meidoornplein
- Nieuw Guineaplein
- Nieuwe Manegeplein
- Papoeaplein (vastgesteld 2020)[3]
- Planetenplein
- Plesmanplein
- Pretoriaplein
- Raadhuisplein
- Rijklof van Goensplein
- Roerdompplein
- Rozenhagenplein
- Santpoorterplein
- Schoterbosplein
- Soendaplein
- Stuyvesantplein
- Veenbergplein

## Haarlem-Oost
- Alexander Polaplein
- Catharina van Renesseplaats
- Cremerplein
- Drilsmaplein
- Energieplein
- Emiliano Zapataplein
- Fanny Blankers-Koenplein
- Jazzplein
- Koepelplein
- Max Euweplein
- Nagtzaamplein
- Prinses Beatrixplein
- Rockplein
- Teylerplein
- Woudplein
- Van Zeggelenplein

Verdwenen
- Van den Banplein
- Blaauwplein
- De Bordesplein
- Sevenhuijsenplein

## Haarlem Zuid-West
- Ben Neijndorffplein
- Bisschop Bottemanneplein
- Boterplein
- Brouwersplein
- Charley Tooropplein
- Christiaan Huygensplein
- Diaconessenplein
- Emmaplein
- Floraplein
- Hasselaersplein
- Houtplein
- Jos Cuypersplein
- Van Kinsbergenplein
- Leidseplein
- Lorentzplein
- Mari Andriessenplein
- Menno Simonszplein
- Merensplein
- Oranjeplein
- Prins Willem-Alexanderplein
- Prinses Amaliaplaats
- De Ruijterplein
- Schouwtjesplein
- Theemsplein
- Van Twiskplein
- Wintertuinplein

## Schalkwijk
- Andalusië
- Beneluxplein
- Bouwlustplaats
- Californiëplein
- Evert Haverkortplein
- Fie Carelsenplein
- Floridaplein
- Galenusplein
- Hoevevreugdplaats
- Kruidplein
- Leonardo da Vinciplein
- Rivièraplein
- Spaarneplein
- Sprielderplein